# Nemotelus quadrinotatus
Nemotelus quadrinotatus är en tvåvingeart som beskrevs av Johnson 1913. Nemotelus quadrinotatus ingår i släktet Nemotelus och familjen vapenflugor. Inga underarter finns listade i Catalogue of Life.